# 遵行状
遵行状（じゅんぎょうじょう）とは、室町幕府が所領・所務の押領を止めさせるために発給した将軍御判御教書及びそれに付随して出される管領や奉行人の奉書・施行状の内容を実現させる（遵行）のために、御教書などを受けた守護が守護代あるいは遵行の実務にあたる守護使（遵行使）に対して発給する命令文書。
ただし、守護の遵行状を受けた守護代が守護使に充てた遵行状を発給する場合もある。

## 概要
南北朝時代以来、遵行は守護の重要な職権の1つとされ、御教書によって正当な知行者と認められた者以外の所領・所務への関与を押領とみなしてこれを排除し、知行者への所領・所務の給与行為である沙汰付（さたしつけ）を行った（ただし、当該国の守護が押領に関与している場合などには隣国の守護や国内の有力武士が代わりに御教書を受けて遵行を行う事例もあった）。通常は守護もしくはその命を受けた守護代によって任じられた守護使（遵行使）が現地で遵行の実務を行ったことから、使節遵行とも称される。
幕府から直接あるいは知行者を介して御教書を受け取った守護は守護代もしくは直接守護使に遵行状を発する。また、遵行状を受けた守護代が守護使に対して別途遵行状を発する場合もある。守護もしくは守護代から遵行状を受け取った守護使は現地において遵行状の内容に従って遵行の業務を実行し、知行者には打渡（当該地の引渡）の証明として打渡状を、守護もしくは守護代には請文を提出する。守護使から直接あるいは守護代から請文を受け取った守護はそれを幕府に提出することで遵行業務が完了したとみなされた。
遵行は幕府の所領政策（恩賞・寄進・所務沙汰）を実現させるための重要な仕組みであったが、応仁の乱以降の幕府権力の低下によって遵行が行われなくなり、それとともに遵行状も姿を消すことになった。